# Ignaz Bruder

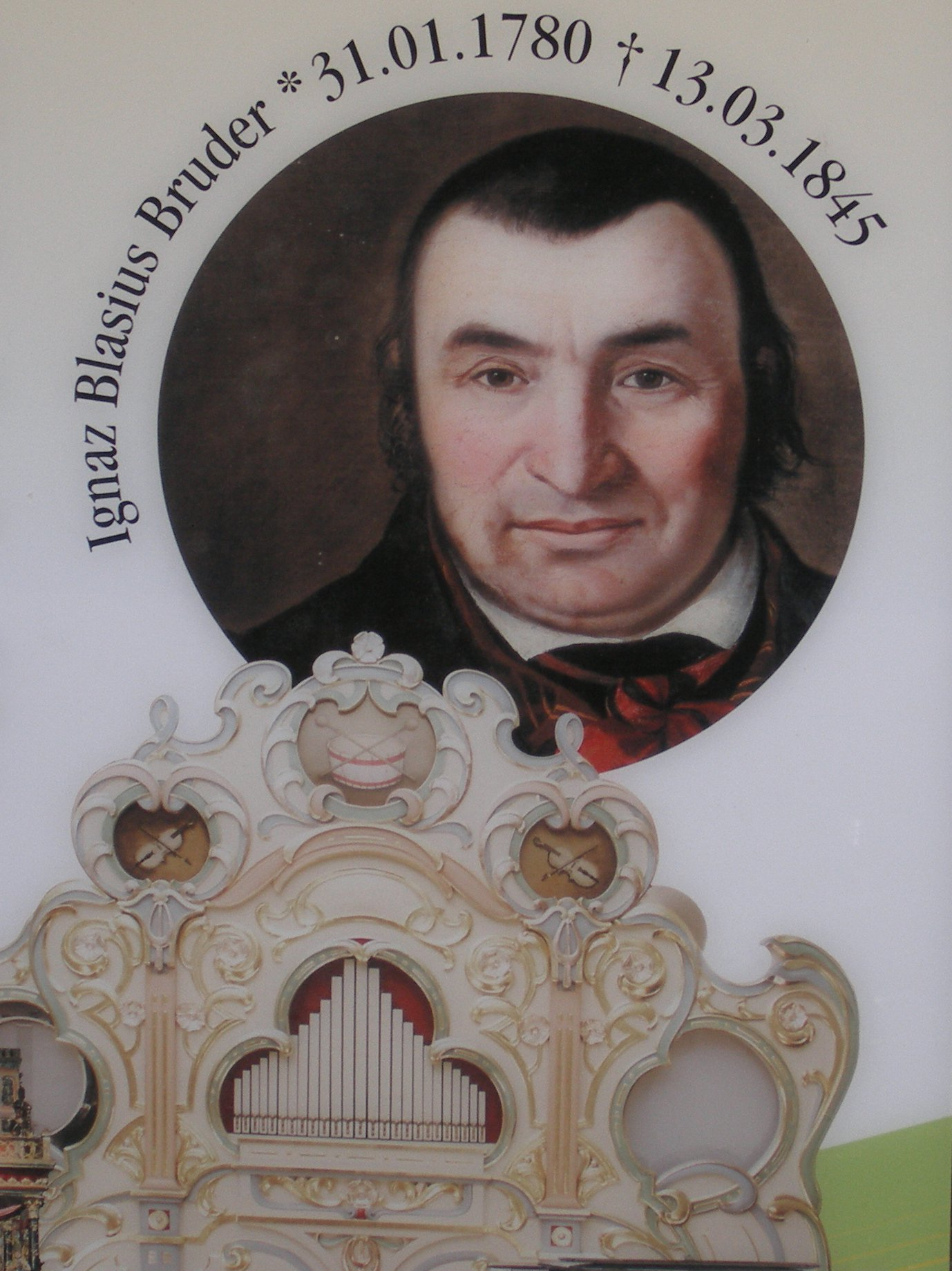
Darstellung Ignaz Blasius Bruders im Heimatmuseum Fürstenberger Hof

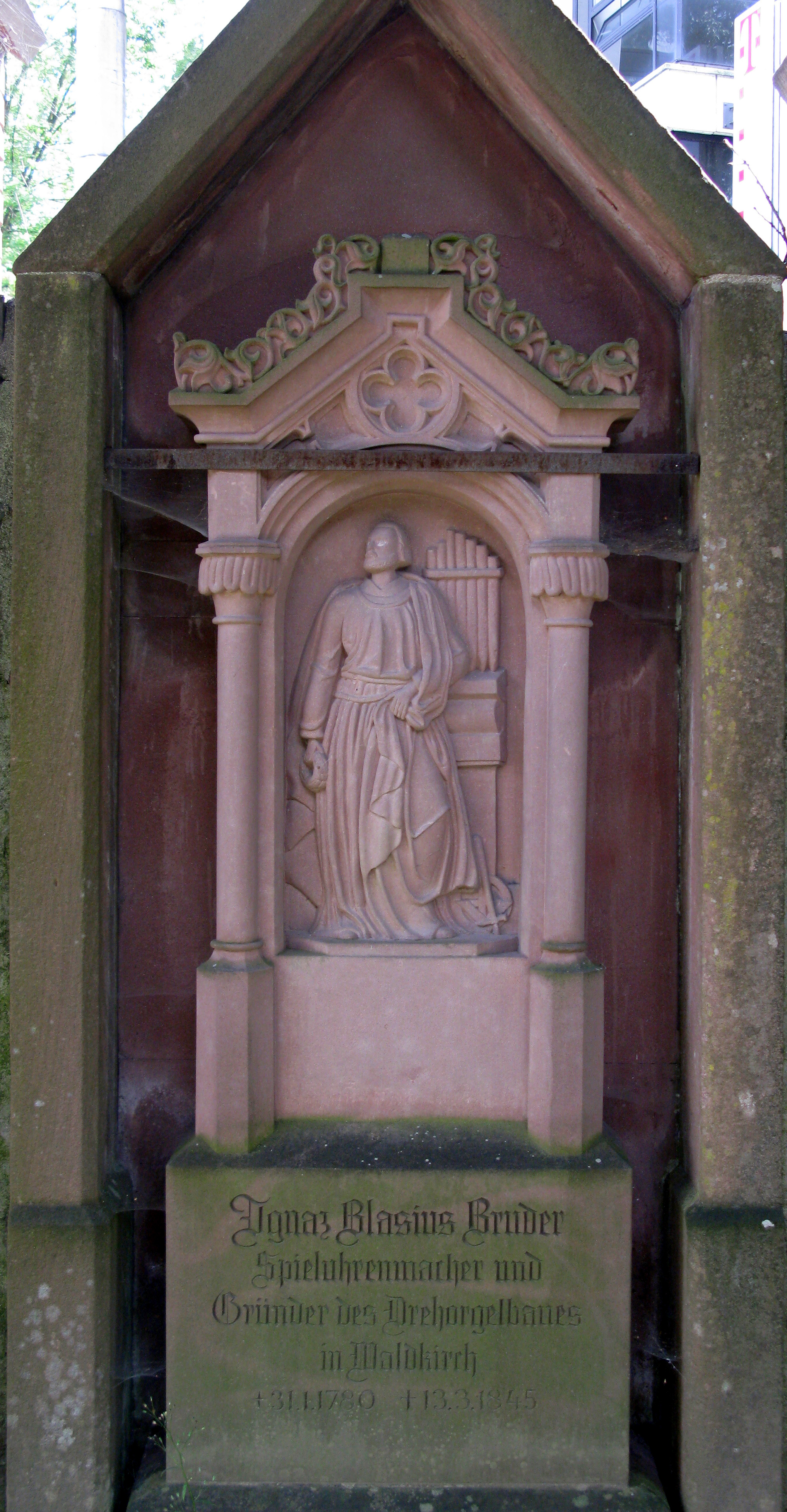
Grabmal auf dem Alten Friedhof von Waldkirch

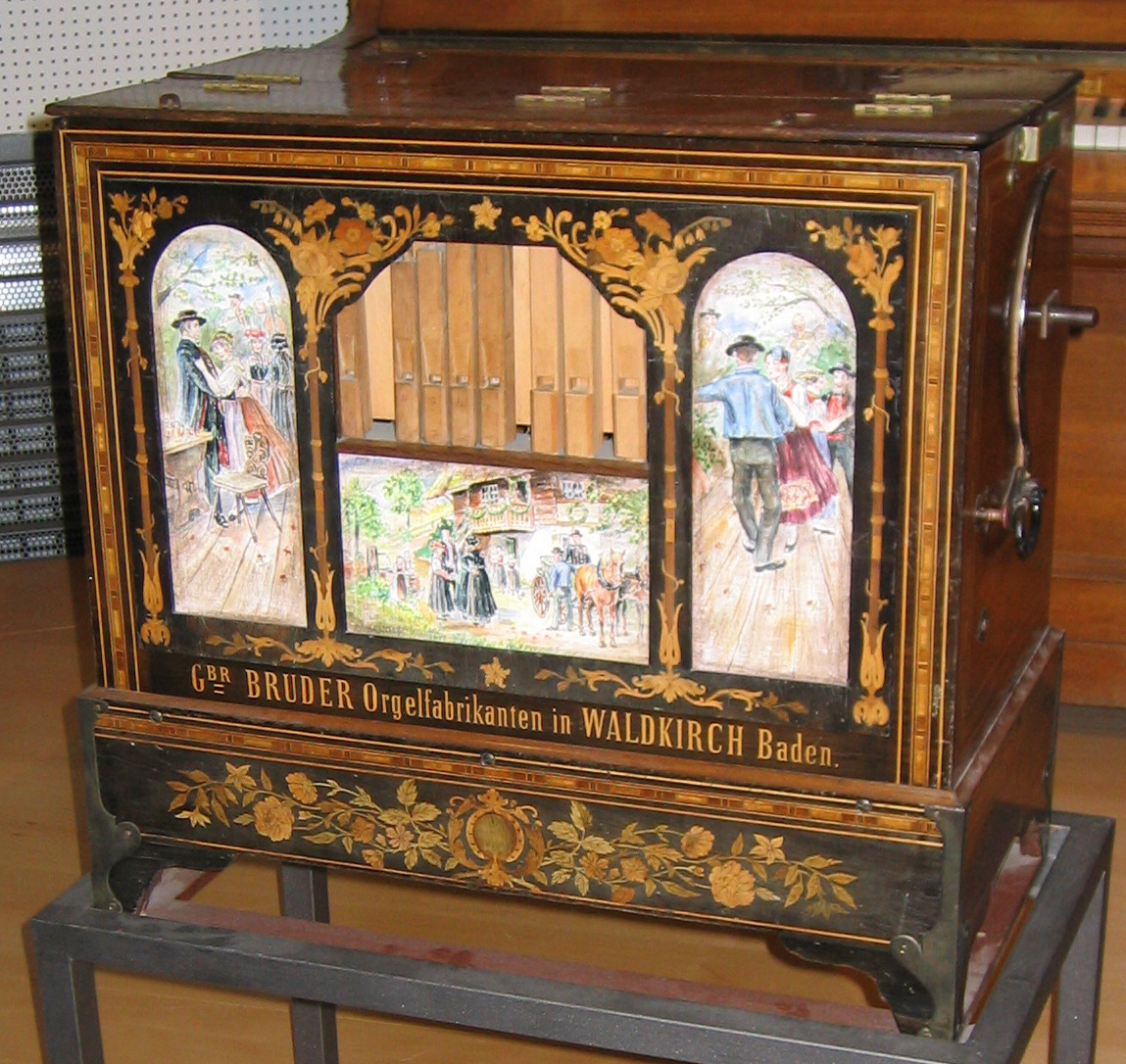
Drehorgel, um 1860 von Bruders Nachkommen gefertigt

Ignaz Blasius Bruder (* 31. Januar 1780 in Zell am Harmersbach; † 13. März 1845 in Waldkirch Schwarzwald) war ein deutscher Orgelbauer.

## Leben
Ignaz Bruder besuchte die öffentliche Schule in Zell, erlernte das Maurerhandwerk und verließ Zell als Wandergeselle um 1797/1798. Er gelangte nach Nancy und Mirecourt, wo er den Drehorgel- und Spieluhrenbau kennenlernte und sich diese Handwerkskunst aneignete. Nach Hause zurückgekehrt, im Reisegepäck das großartige Buch von Dom Bédos, ließ er sich im Jahre 1804 als Spieluhrenmacher in Simonswald im Schwarzwald nieder und entwickelte seine handwerklichen Fertigkeiten autodidaktisch weiter. Er beschäftigte sich auch mit dem Bau von Kirchenorgeln. Er arbeitete als Aushilfe, später auch Geselle bei Mathias Martin in Waldkirch und wurde 1806 in Waldkirch mit einer eigenen Orgelmanufaktur ansässig. Er heiratete 1807 die Schusterstochter Maria Anna Siffert. Aus dieser Ehe gingen 15 Kinder hervor, drei Töchter und zwölf Söhne. Nur fünf der Söhne erreichten das Erwachsenenalter, aber alle erlernten das Handwerk des Musikwerkmachers. Damit begründete Ignaz Blasius Bruder eine Musikwerkmacher-Dynastie, die bis in das 20. Jahrhundert Bestand hatte.

## Aufzeichnungen
- Handbuch der Baukunst von Orgeln und volltönenden Spielwerken mit Flöten und Zungenstimmen für Hand- und Walzenspiel. Aus der Urhandschrift original übertragen von Hermann Brommer. Waldkirch, Waldkircher Orgelstiftung, 2006. ISBN 3-7254-0043-1
- Beschreibung der Walzenzeichnung